# Sana Klinikum Offenbach
Das Sana Klinikum Offenbach, vormals Klinikum Offenbach, davor Städtische Kliniken Offenbach, ist eines von drei Krankenhäusern in Offenbach am Main und wird von der Klinikum Offenbach GmbH betrieben, welche von der Sana Kliniken AG und der Stadt Offenbach gehalten wird. Es befindet sich am Starkenburgring und bezeichnet sich als Krankenhaus der Maximalversorgung. Im Jahr 2015 hatte es einen Umsatz von 173,3 Millionen Euro.
Das Klinikum ist seit 1974 Akademisches Lehrkrankenhaus der Johann Wolfgang Goethe-Universität Frankfurt am Main. Das derzeitige Krankenhausareal erstreckt sich über 110.000 Quadratmeter.

## Geschichte

### 1850 bis 2009

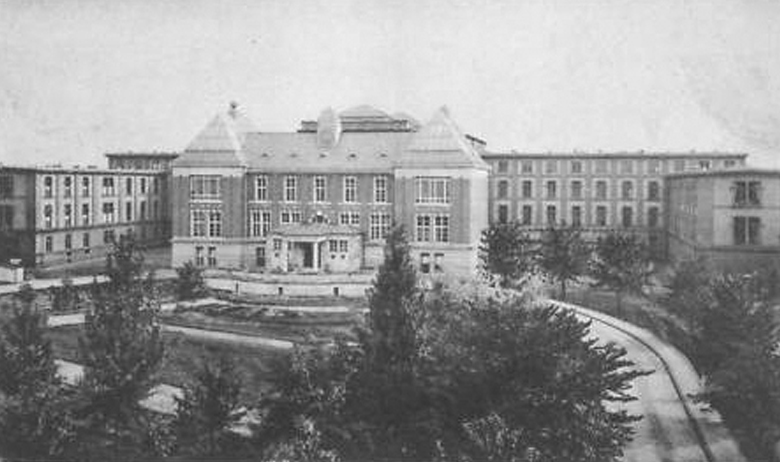
Das frühere Hauptgebäude um 1910

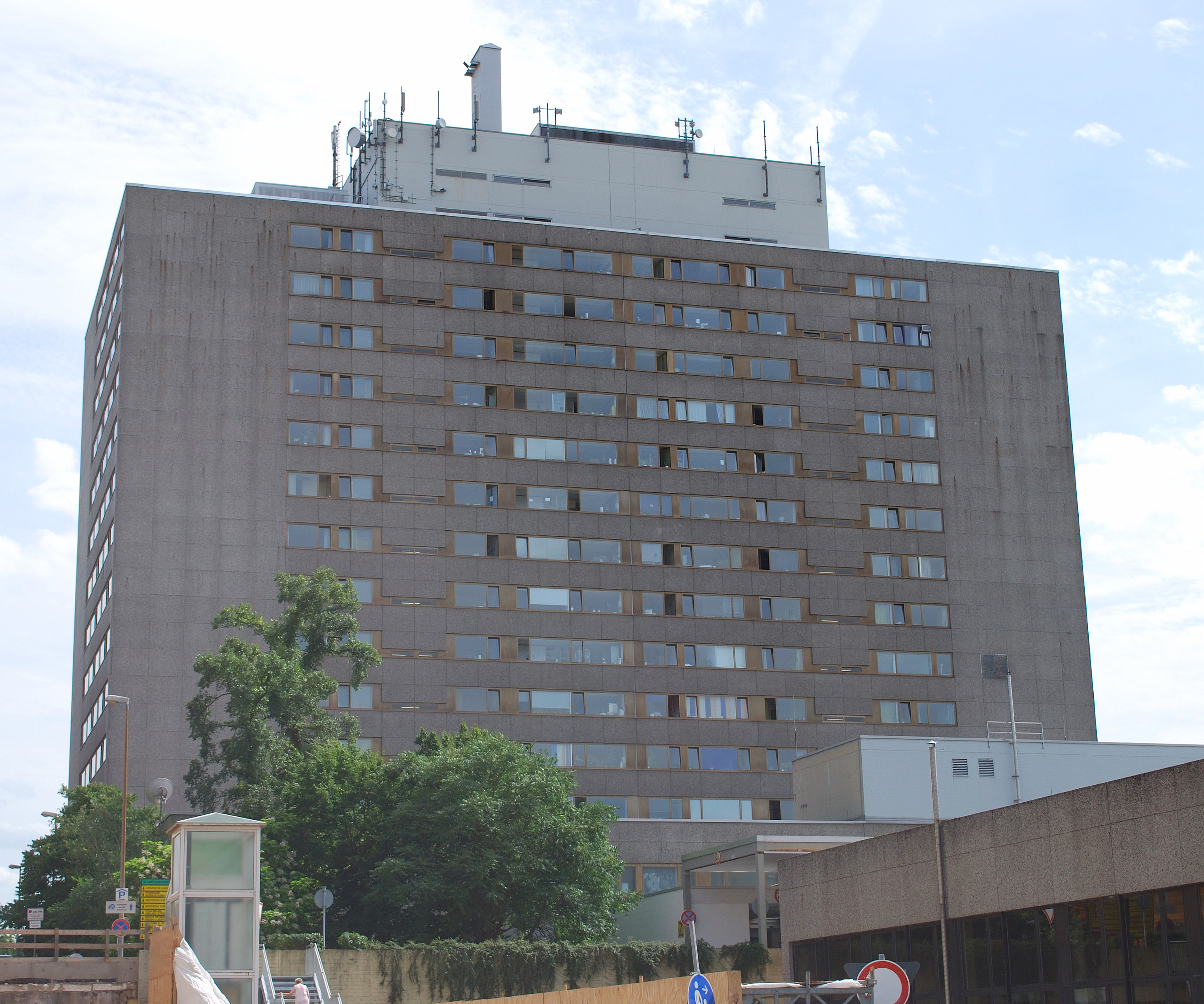
Der Zentralbau von 1974, (Fotografie von Juni 2008)

Das in 1850 erstmals gebaute Hospital befand sich nahe dem Hauptbahnhof auf dem Areal Kaiserstraße/Geleitsstraße. Bedingt durch die beengten Flächenverhältnisse wurden 1891 bis 1894 Pläne für ein neues Stadtkrankenhaus südlich der Eisenbahnstrecke Frankfurt – Bebra erarbeitet und dann auf dem heutigen Gelände an der Sprendlinger Landstraße umgesetzt. Seinerzeit zählte das Stadtkrankenhaus Offenbach zu den modernsten Europas, die Baupläne fanden 1900 Beachtung auf der Weltausstellung in Paris.
In den kommenden Jahren wurden zahlreiche Erweiterungsbauten errichtet, um dem wachsenden medizintechnischen Fortschritt mit neuen Geräten und Verfahren gerecht zu werden. Während der beiden Weltkriege wurden große Gebäudeteile zerstört und nicht wieder aufgebaut.
1974 erfolgte die Fertigstellung eines neuen Zentralbaues im das Stadtbild dominierenden, der Zeit entsprechenden Erscheinungsbild. Durch die neu geschaffenen Platzkapazitäten war es der Klinik möglich, neue medizinische Abteilungen zu gründen. Die Johann Wolfgang Goethe-Universität erkannte daraufhin 1974 das Stadtkrankenhaus Offenbach als Akademisches Lehrkrankenhaus an. 1984 kam es im Kellerarchiv des Gebäudes zu einem Brand; das Krankenhaus wurde komplett evakuiert und die Patienten auf umliegende Kliniken verteilt. Im Anschluss wurde der Zentralbau renoviert. Seit 2005 firmieren die früheren „Städtischen Kliniken Offenbach“ unter „Klinikum Offenbach GmbH“. Im November 2009 wurde ein Gedenkstein für die mindestens 123 Menschen aufgestellt, die im Krankenhaus Offenbach unter der nationalsozialistischen Rassenhygiene zwangssterilisiert wurden.

### Neubau 2010

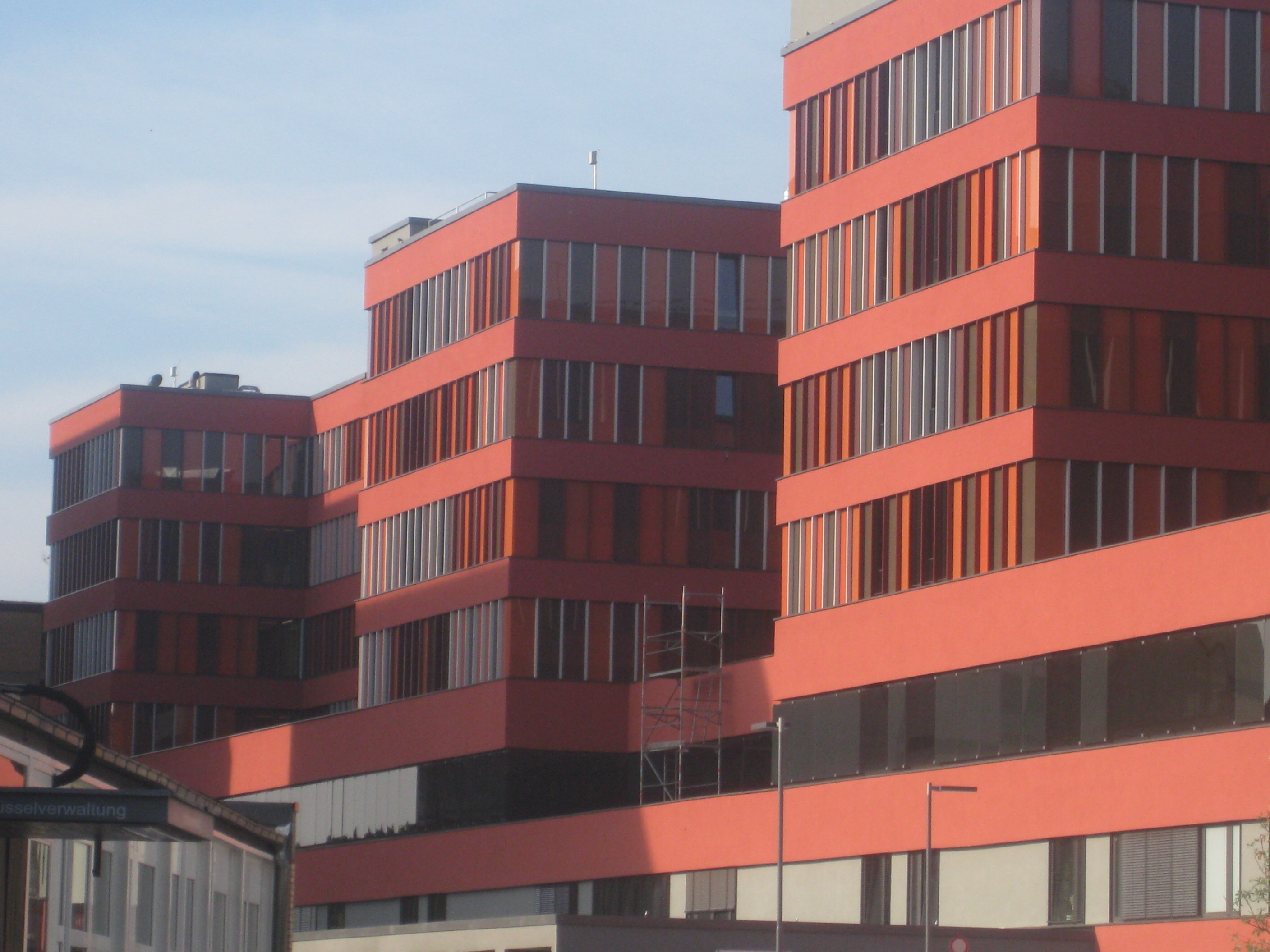
Der Neubau von 2010

Der Zentralbau aus dem Jahr 1974 wurde infolge Investitionsstaus als stark sanierungsbedürftig eingestuft, die Schätzung der Sanierungskosten belief sich auf annähernd 125 Millionen Euro. Bei veranschlagten 142 Millionen Euro bei einem Neubau entschieden sich Stadt und Land Hessen für den Neubau des Klinikgebäudes.
Nach einem Entwurf des Architekturbüros Wörner Traxler Richter wurde ein kammförmig angeordnetes siebengeschossiges Gebäude auf dem Areal des ehemaligen Parkhauses errichtet. Es bietet Platz für 700 Planbetten. Die drei unteren Geschosse sind für die Operationssäle, medizinische Versorgung und Therapie vorgesehen, während die oberen Etagen von den unterschiedlichen Stationen genutzt werden. Unter einer verringerten Verweildauer der Patienten wurde die Bettenanzahl von ursprünglich rund 1.000 auf später etwa 900 – davon etwa 720 im Neubau – herabgesetzt. Der Umzug in den Neubau fand im Juni 2010 statt, die tatsächlichen Kosten beliefen sich auf 180 Millionen Euro. Das alte Zentralgebäude soll abgerissen werden, um Platz für Erweiterungsflächen zu schaffen. Vorerst bleibt es allerdings als provisorische Unterkunft für die Labors und die Apotheke bestehen. Die Räumlichkeiten der ehemaligen Kinderklinik werden umgebaut und dem Klinikbetreiber Mediclin für ein neurologisches Rehabilitationszentrum zur Verfügung gestellt.

### Interimsverwaltung und Verkauf an die Sana Kliniken AG
Im August 2011 übernahm der Berliner Klinikkonzern Vivantes die Leitung des überschuldeten und defizitär arbeitenden Klinikums. Der bisherige Geschäftsführer wurde entlassen und Stellen wurden abgebaut. Ziele dieser Maßnahmen waren die „dauerhafte Sicherstellung des Versorgungsauftrages und einer qualitativ hochwertigen Krankenversorgung“ sowie eine organisatorische Optimierung mit dem Ziel, das Krankenhaus wettbewerbsfähig zu halten. Der hessische Sozialminister Stefan Grüttner (CDU) erhoffte sich, dass nach einem 50-Millionen-Euro-Zuschuss die Stadt die Schulden ihres Krankenhauses übernehmen würde. Die Stadt Offenbach suchte 2012 mittels eines Markterkundungsverfahrens nach einem Kooperationspartner oder Käufer für ihr neues Klinikum, um es im Frühling 2013 verkaufen zu können. Die drohende Insolvenz konnte im November 2012 von der Stadt Offenbach und der hessischen Landesregierung abgewendet werden. Der Käufer des Klinikums soll den Abriss nicht mehr benötigter Bauten finanzieren, die Stadt Offenbach im Gegenzug Schulden und Altlasten in einer Höhe von 250 bis 450 Millionen Euro übernehmen.
Das Klinikum Offenbach wurde durch Beschluss der Offenbacher Stadtverordneten vom 2. Mai 2013 gegen einen symbolischen Euro im Juli 2013 an die Sana Kliniken verkauft. Im Juni 2013 gab das Bundeskartellamt seine Zustimmung zu dem Verkauf. Sana hat 90 % der Anteile an der Klinikum Offenbach GmbH erworben, die Stadt Offenbach hält eine Sperrminorität von 10 %, die ihr Mitspracherechte in wichtigen strategischen Belangen garantiert. Sana setzte zur Sanierung vor allem auf personelle Sparmaßnahmen. So erfolgte die Ausgliederung des Personals von Reinigung, Catering, Transportdiensten und Pforte in Sana-Tochterfirmen.
2015 lag der Umsatz bei 173,3 Millionen Euro. Dabei wurde ein Gewinn von 1,1 Millionen Euro erzielt. Die Zahl der stationären Patienten in diesem Zeitraum stieg auf 37.513. In der Notaufnahme wurden 2015 etwa 62.000 Patienten versorgt.

## Kliniken und Institute

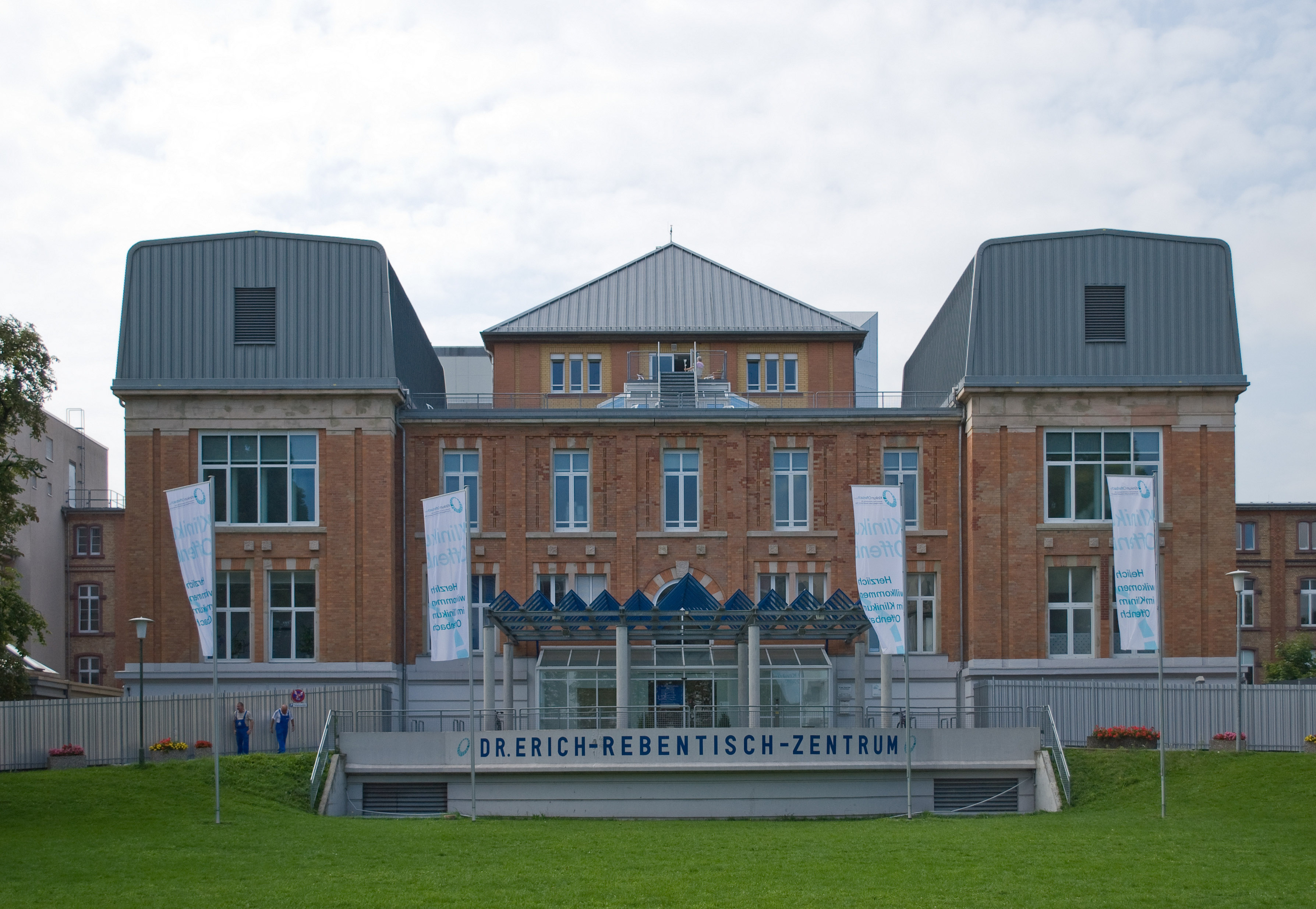
Dr. Erich-Rebentisch-Zentrum

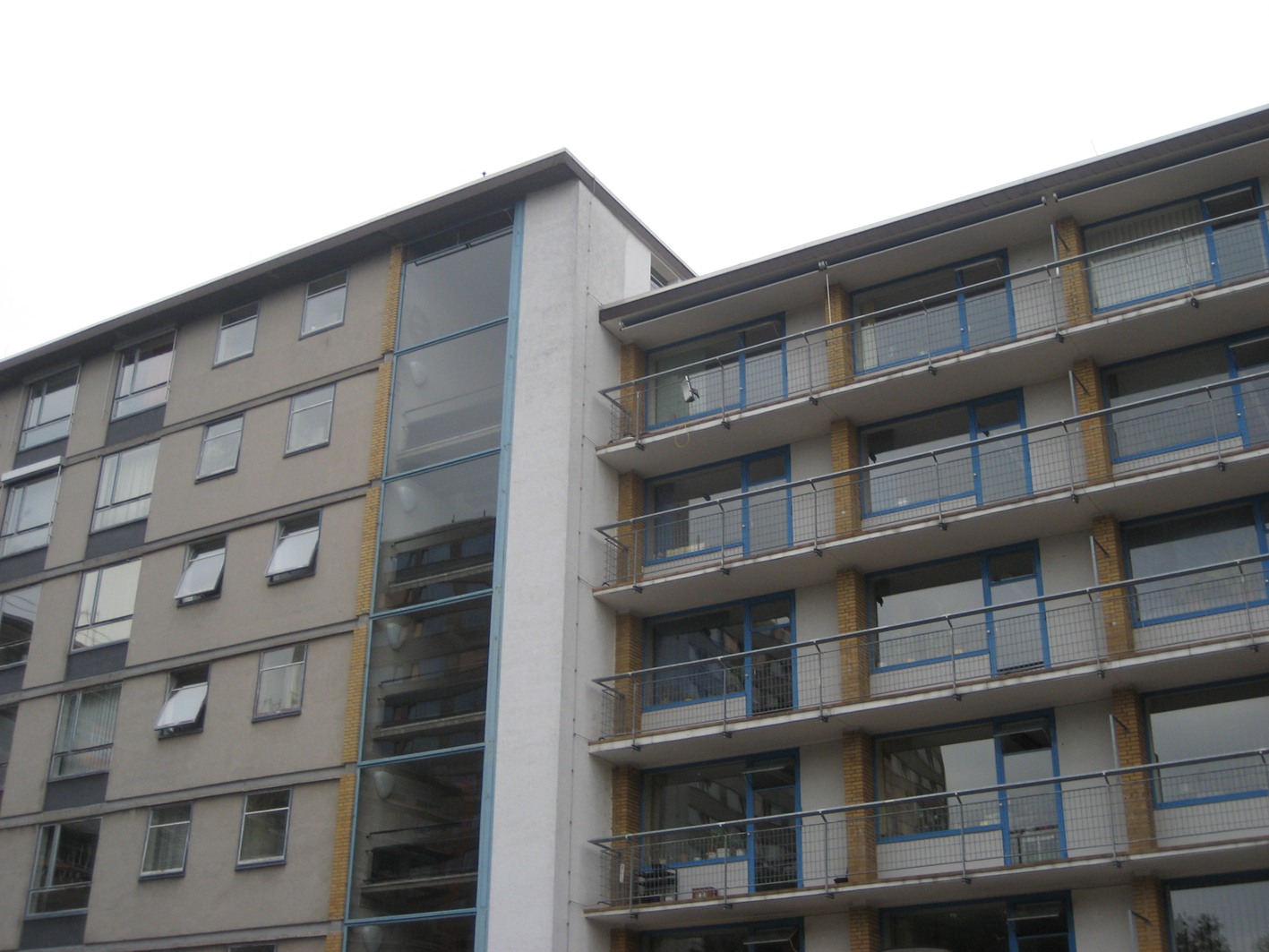
Das von Adolf Bayer entworfene Verwaltungsgebäude

Das Sana Klinikum Offenbach am Main besteht neben den Verwaltungs- und Versorgungsabteilungen aus 23 Kliniken, zwei Belegabteilungen und sechs Instituten:
- Klinik für Allgemein- und Viszeralchirurgie
- Klinik für Orthopädie und Unfallchirurgie
- Klinik für Plastische Chirurgie, Ästhetische Chirurgie, Handchirurgie, Schwerbrandverletztenzentrum
- Klinik für Gefäßchirurgie und Gefäßzentrum
- Klinik für Adipositaschirurgie
- Klinik für Mund-, Kiefer- und Gesichtschirurgie
- Klinik für Thoraxchirurgie
- Klinik für Kardiologie, Internistische Intensivmedizin und Allgemeine Innere Medizin
- Klinik für Gastroenterologie, Gastrointestinale Onkologie, Interventionelle Endoskopie und Diabetologie
- Klinik für Nieren-, Bluthochdruck- und Rheumaerkrankungen
- Klinik für Pneumologie
- Klinik für Anästhesiologie, Intensivmedizin und Schmerztherapie
- Klinik für Gynäkologie und Geburtshilfe
- Klinik für Psychiatrie und Psychotherapie
- Klinik für Urologie und Kinderurologie
- Klinik für Kinderchirurgie
- Klinik für Kinder- und Jugendmedizin
- Klinik für Neurochirurgie
- Klinik für Neurologie
- Strahlenklinik
- Klinik für Palliativmedizin (stationär, SAPV)
- Abteilung für Nuklearmedizin
- Abteilung für Medizinische Physik & Engineering
- Klinik für Wirbelsäulenorthopädie und Rekonstruktive Orthopädie

- Belegabteilung für Hals-Nasen-Ohren-Heilkunde
- Belegabteilung Mund-Kiefer-Gesichtschirurgie

- Institut für Pathologie
- Zentralinstitut für Diagnostische und Interventionelle Radiologie
- Zentralinstitut für Laboratoriumsdiagnostik
- Physikalische Therapie
- Krankenhaushygiene
- Krankenhausapotheke

## Blockheizkraftwerk
Das Sana Klinikum Offenbach bezieht seine Wärmeenergie aus einem Blockheizkraftwerk, dessen 95 Meter hoher Kamin zu den markantesten Bauwerken in Offenbach zählt.

## Persönlichkeiten
- Erich Rebentisch sen. und Erich Rebentisch jun.
- Ernst Rebentisch
- Herbert Lewin leitete von 1949 bis 1967 die Frauenklinik; Berufung erst nach einem antisemitischen Skandal im städtischen Magistrat[22]
- Reinhold Latzke leitete ab 1966 für 32 Jahre das Klinikum
- Helmut Nier, ärztlicher Direktor ab 2001, gestorben 2006. Nach ihm ist im Neubau des Klinikums der Helmut-Nier-Saal benannt.